# 夏海ケイ
夏海 ケイ（なつみ ケイ、1981年5月28日 - ）は、日本の女性漫画家、イラストレーター。開志専門職大学アニメ・マンガ学部講師。新潟県五泉市出身。新潟県立五泉高等学校、JAM日本アニメ・マンガ専門学校卒業。血液型B型。

## 人物
ドラゴンクエスト4コマクラブに長期にわたり投稿していた。
11歳の頃より漫画誌へ投稿を行う。2003年、『ガンガンパワード』（スクウェア・エニックス）掲載の「I'm あ 総理」でデビュー、同作品は第3回スクウェア・エニックスマンガ大賞にて準大賞と審査員特別賞（荒川弘）を受賞。代理原稿の読者アンケートに支持され、翌2004年、『月刊少年ガンガン』（スクウェア・エニックス）掲載の「王様の耳はオコノミミ」で連載デビュー。

## 作品リスト

### 漫画作品

#### 連載
- 王様の耳はオコノミミ（『月刊少年ガンガン』2004年 - 2007年[2][4]）
- うみねこのなく頃に episode1 - Legend of the golden witch（『ガンガンパワード』2008年2月号 - 2009年2月号→『月刊ガンガンJOKER』2009年5月号 - 9月号[5]）
- うみねこのなく頃に episode3 - Banquet of the golden witch（『月刊ガンガンJOKER』2009年10月号[5] - 2011年7月号）
- うみねこのなく頃に散 episode8 - Twilight of the golden witch（『月刊ガンガンJOKER』2012年2月号[6] - 2015年7月号[7]）
- 聖女の揺籃、毒女の柩（『月刊ガンガンJOKER』2018年11月号[8] - 2020年12月号）
- ひぐらしのなく頃に令 鬼熾し編（『ガンガンONLINE アプリ版』2021年11月25日[9] - 2022年8月25日）
- ひぐらしのなく頃に令 色尊し編（『ガンガンONLINE アプリ版』2023年6月20日[10] - 2024年12月10日）

#### 読み切り
- I'm あ 総理（『ガンガンパワード』2003年冬季号）
- 秘密結社コバト（『ガンガンパワード』2004年春季号）
- パリー（『月刊少年ガンガン』2004年3月号）
- 王様の耳はオコノミミ番外編（『月刊少年ガンガン』2005年2月号）
- うみねこのなく頃に（『ガンガンパワード』2007年No.9→No.10）- 前後編読切。

### イラスト
- りかさとうぉーず（著：フラワー『ひぐらしのなく頃に 語咄し編2』、2007年）挿絵
- リミット（著：cvwith、『ひぐらしのなく頃に 語咄し編3』、2009年）挿絵
- アカメが斬る！ 公式ガイドブック（2014年[11]）イラスト寄稿。
- 『賭ケグルイ』1巻発売記念寄稿イラスト（2014年[12]）

### 書籍
- 『ドラゴンクエストVIII 4コママンガ劇場』、スクウェア・エニックス、2005年、全3巻
  - （復刻版）スクウェア・エニックス〈ヤングガンガンコミックス〉2015年、全1巻
- 『王様の耳はオコノミミ』、スクウェア・エニックス〈ガンガンコミックス〉2004年 - 2008年、全9巻
- 『うみねこのなく頃に episode1 - Legend of the golden witch』、スクウェア・エニックス〈ガンガンコミックス→ガンガンコミックスJOKER〉2008年 - 2009年、全4巻
- 『うみねこのなく頃に episode3 - Banquet of the golden witch』、スクウェア・エニックス〈ガンガンコミックスJOKER〉2010年 - 2011年、全5巻
- 『うみねこのなく頃に散 episode8 - Twilight of the golden witch』、スクウェア・エニックス〈ガンガンコミックスJOKER〉2012年 - 2015年、全9巻
- 『聖女の揺籃、毒女の柩』、スクウェア・エニックス〈ガンガンコミックスJOKER〉2019年 - 2020年、全4巻
  1. 2019年4月22日発売[13][14]、ISBN 978-4-7575-6109-0
  2. 2019年11月22日発売[15]、ISBN 978-4-7575-6398-8
  3. 2020年5月22日発売[16]、ISBN 978-4-7575-6655-2
  4. 2020年12月22日発売[17]、ISBN 978-4-7575-7008-5
- 『ひぐらしのなく頃に令 鬼熾し編』、スクウェア・エニックス〈ガンガンコミックスONLINE〉2022年[18]、全2巻
- 『ひぐらしのなく頃に令 色尊し編』、スクウェア・エニックス〈ガンガンコミックスONLINE〉2023年[19] - 2025年、全4巻